# The Complete In A Silent Way, Sessions 1969
The Complete In a Silent Way Sessions est une anthologie de trois CD enregistrée par le trompettiste jazz Miles Davis.

## Titres

### Disque 1
1. "Mademoiselle Mabry" - 16:37
2. "Frelon Brun" (Brown Hornet) - 5:40
3. "Two Faced" - 18:03
4. "Dual Mr. Anthony Tillmon Williams Process" - 13:23
5. "Splash: Interlude 1/Interlude 2/Interlude 3" [rejected] - 10:08
6. "Splashdown: Interlude 1 (no horns)/Interlude 2" (no horns) - 8:03 inédit

### Disque 2
1. "Ascent" - 14:54
2. "Directions, I" - 6:50
3. "Directions, II" - 4:53
4. "Shhh/Peaceful" - 19:17 inédit
5. "In a Silent Way" (Rehearsal) - 5:26 inédit
6. "In a Silent Way" - 4:18 inédit
7. "It's About That Time" - 11:27 inédit

### Disque 3
1. "The Ghetto Walk" - 26:49 inédit
2. "Early Minor" - 6:58 inédit
3. "Shhh/Peaceful/Shhh" (LP Version) - 18:18
4. "In a Silent Way/It's About That Time/In a Silent Way" (LP Version) - 19:52

## Musiciens
- Miles Davis– trompette
- Wayne Shorter– saxophone soprano
- John McLaughlin– guitare (Disque 2: Titres 4-7; Disque 3)
- Chick Corea– piano électrique
- Herbie Hancock– piano électrique
- Joe Zawinul– orgue (Disque 2; Disque 3)
- Dave Holland– contrebasse
- Tony Williams– batterie
- Jack DeJohnette– batterie (Disque 2: Titres 1-3)
- Joe Chambers;– batterie (Disque 3: Titres 1 et 2)